# エローラ石窟群
エローラ石窟群（エローラせっくつぐん、एलोरा、Ellora caves）は、インド・ムンバイの東にあるアウランガーバード郊外の世界的に有名な石窟群である。エローラ石窟寺院群とも言う。

## 概要
エローラは、インドのマハーラーシュトラ州、アウランガーバードから30Kmほど離れた村である。(現地では、エーローラーとも発音する。)
ここに世界的に有名なエローラ石窟寺院群がある。このエローラにある岩を掘って作られた石窟寺院群はその典型的な遺跡として知られている。
34の石窟が、シャラナドリ台地(Charanandri hills)の垂直な崖に掘られており、5世紀から10世紀の間に造られた仏教、ヒンドゥー教、ジャイナ教の石窟寺院や修道院(あるいは僧院、僧坊)などから構成されている。仏教寺院(仏教窟)の数は12窟で、石窟寺院群の南端に位置する第1窟から第12窟がそれにあたる。ヒンドゥー教寺院(ヒンドゥー教窟)は第13窟から第29窟までの17窟、北端に位置する第30窟から第34窟までの5窟がジャイナ教の寺院(ジャイナ教窟)となっている。それぞれ石窟は近接している上に作られた時期も重なっている。

### エローラに見られる精神史

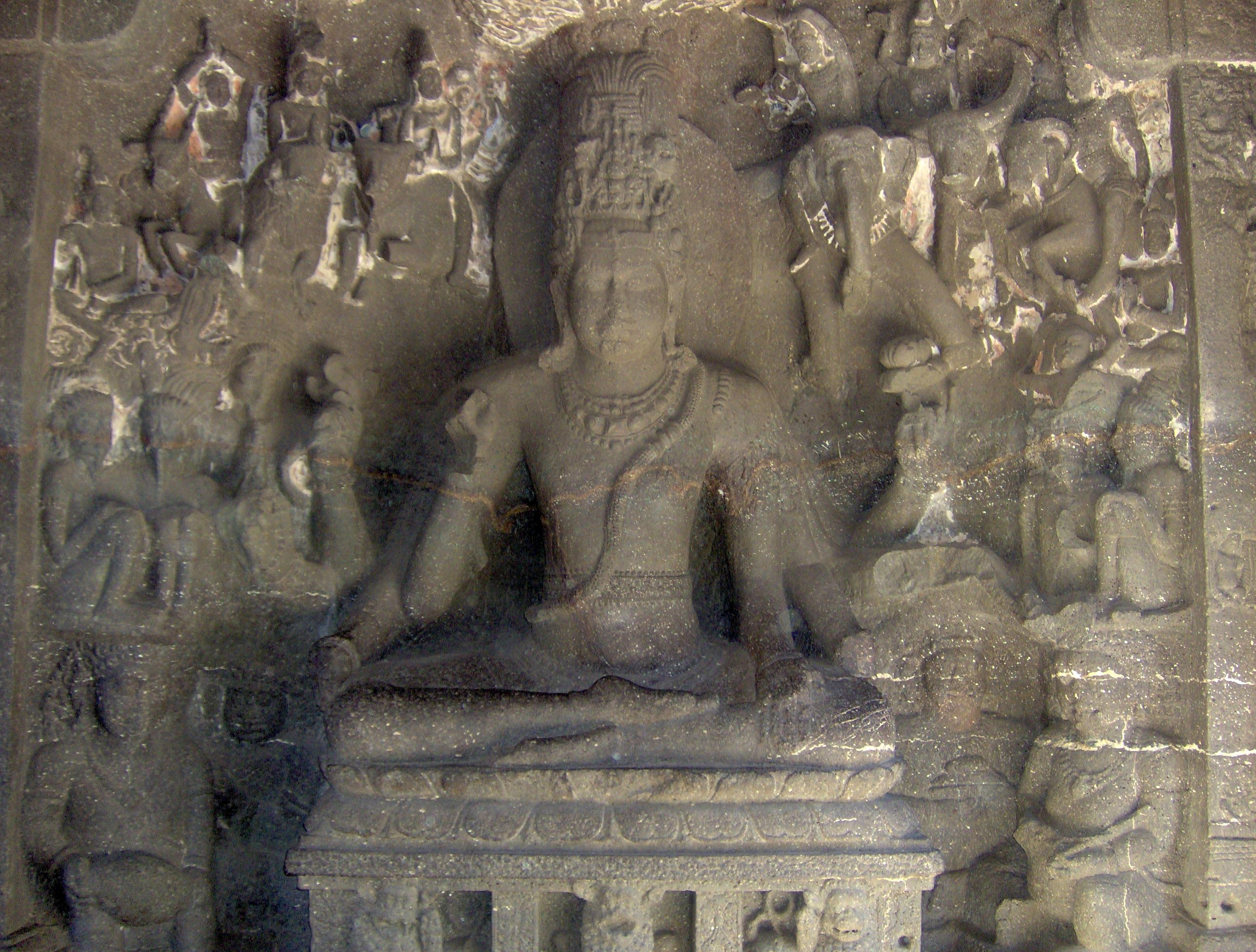
エローラの彫刻

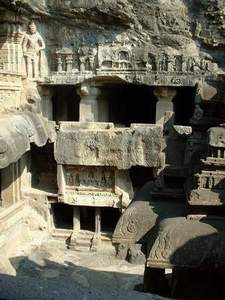
エローラの石窟

石窟寺院群は南西方向に面した崖に掘られている。東に掘られているものほど古く、西に行くほど新しい。東のものはほとんど仏教石窟で、中央付近のものはヒンドゥー教、西の方のものはジャイナ教の石窟寺院となっている。年代も、仏教の石窟がもっとも古く、次にヒンドゥー教、ジャイナ教の順で新しくなっていく。仏教の石窟寺院はまさに石窟で、狭い導入部と広い奥の空間という構造のものが多い。
ヒンドゥー教の石窟寺院は初期のものは仏教石窟と同じような構造をしているが、中期のものは複数の入り口や窓が設けられ、いくらか開放的になっている。さらに後期のものになると、完全に掘り下げられて広間が中庭状になっていたりする。カイラーサナータ石窟寺院にいたっては神殿そのものが完全に外部に露出してしまっている。
ジャイナ教の石窟寺院はヒンドゥー教後期の様式を真似ている。外部に露出した神殿もある。石窟は小規模だが装飾が多く、それぞれの石窟は連結されている。
初期の仏教は己の救済だけ追究する内向的な思想であったという。そのため瞑想室のような閉空間を必要とした。
時代が下がるにつれ、徐々に宗教は大衆を救う大乗的なものに変化し、それにつれて石窟寺院も開放的になっていく。ついには石窟そのものが必要なくなりエローラは放棄された、と言われている。

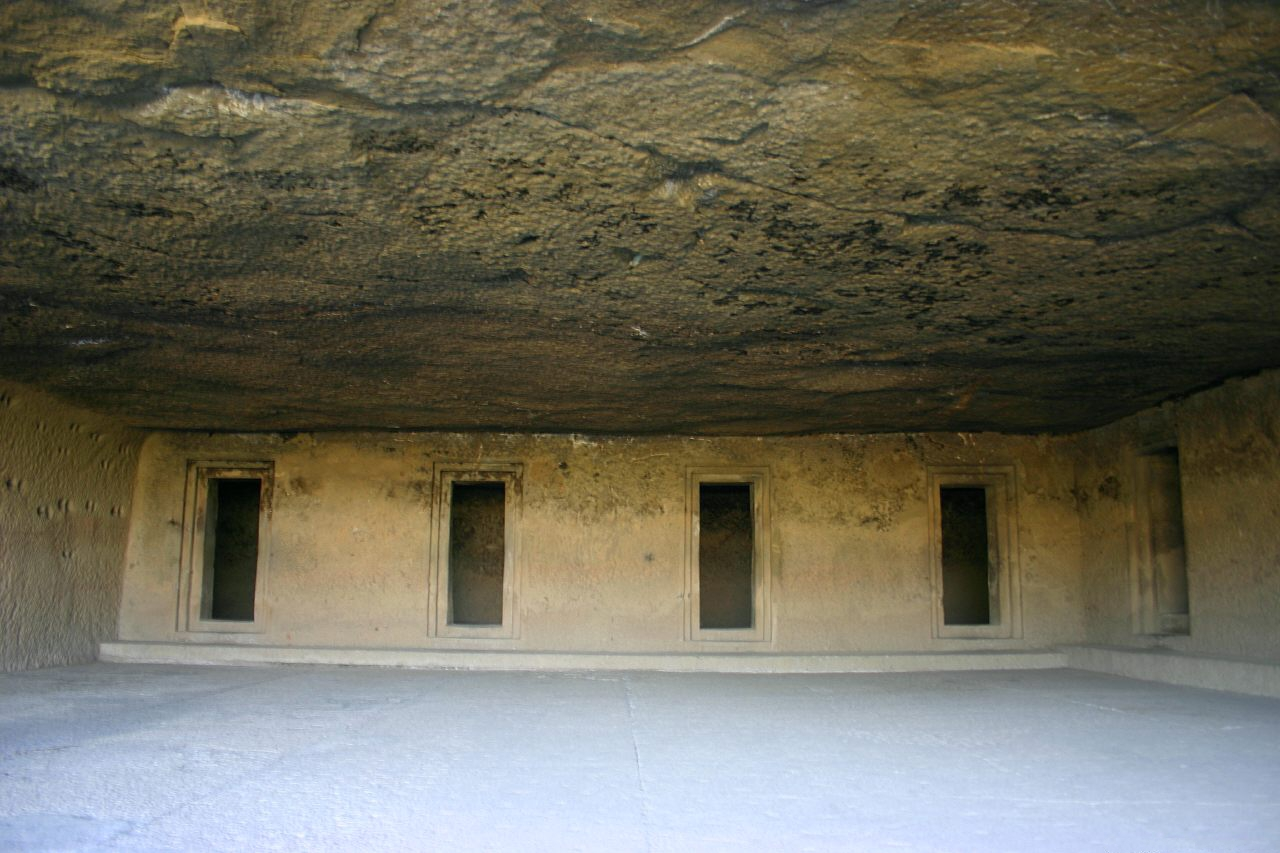
初期の仏教石窟
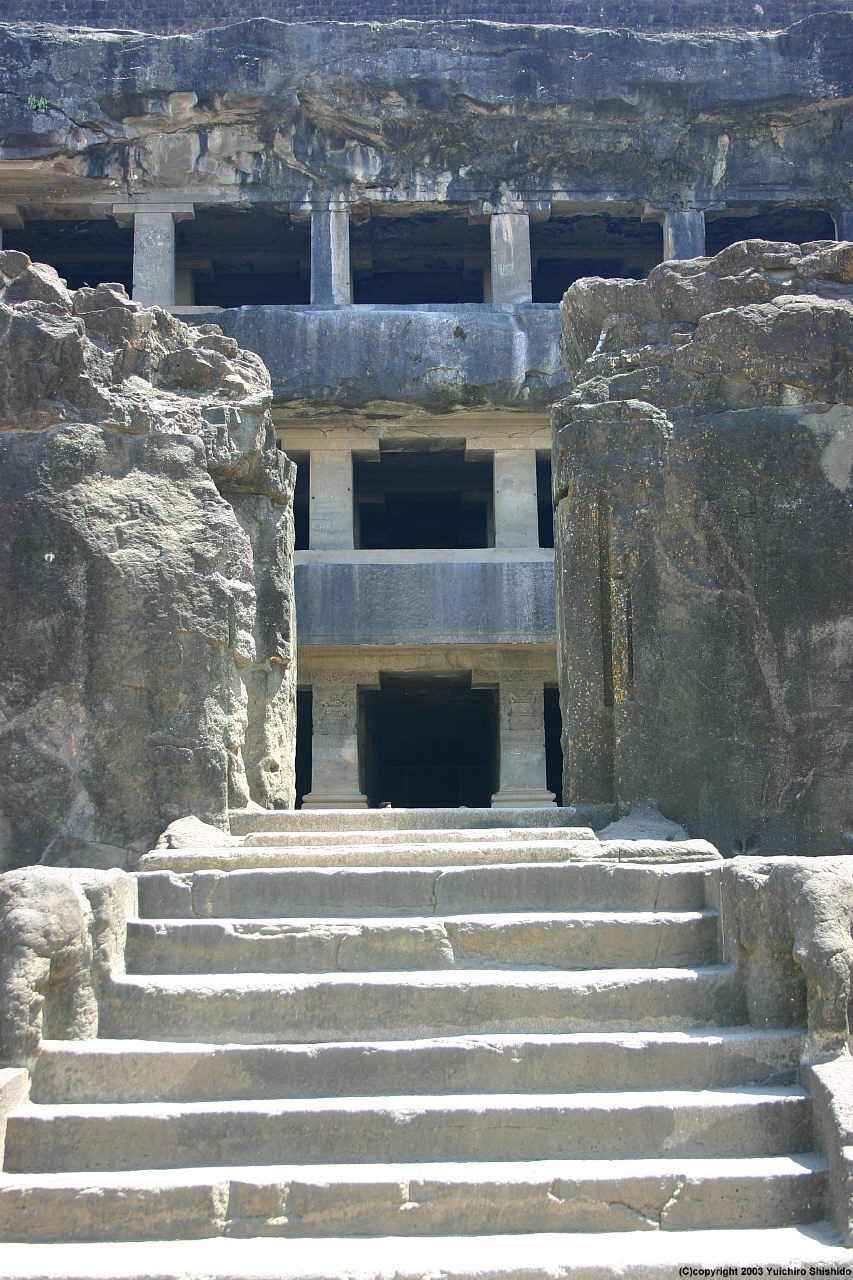
中期 ヒンドゥー教石窟 第12窟
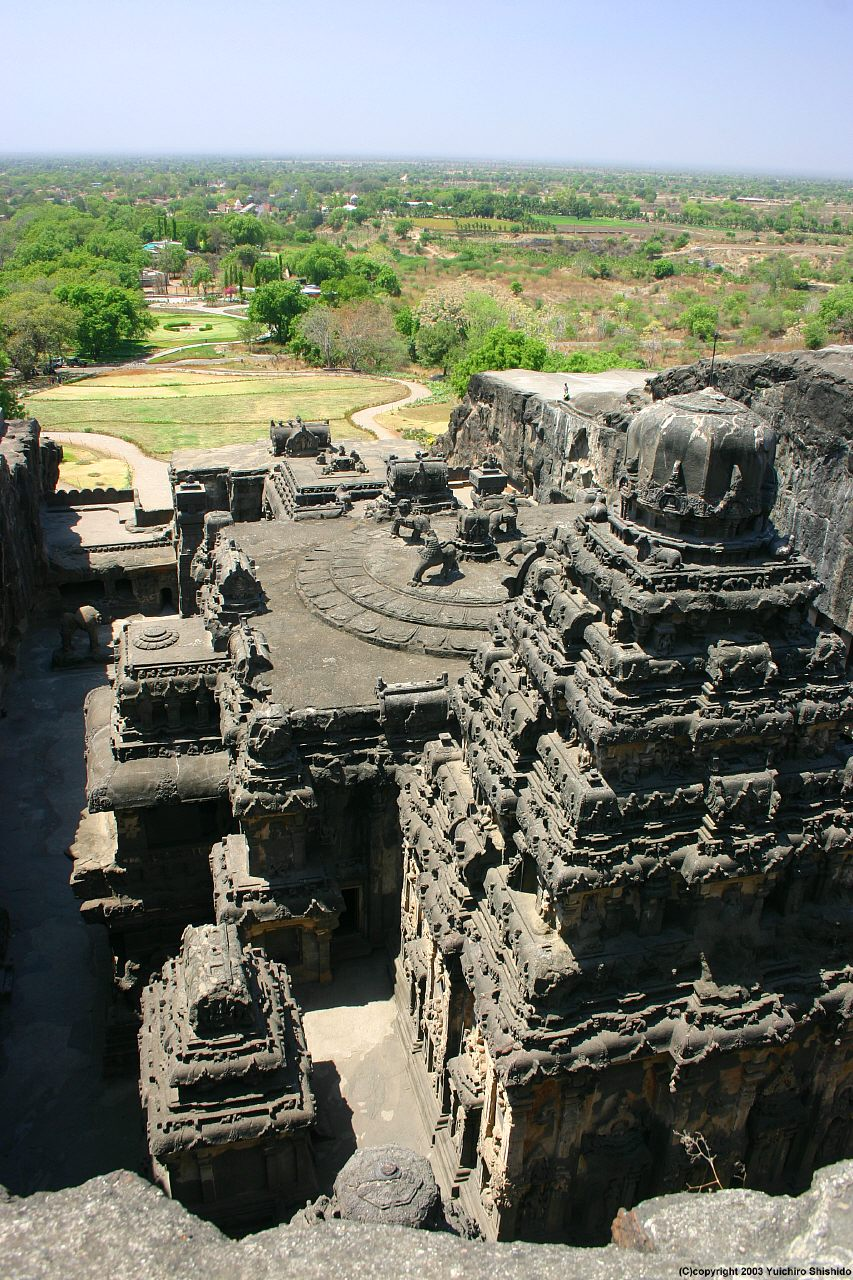
後期 カイラーサナータ寺院

## 仏教石窟

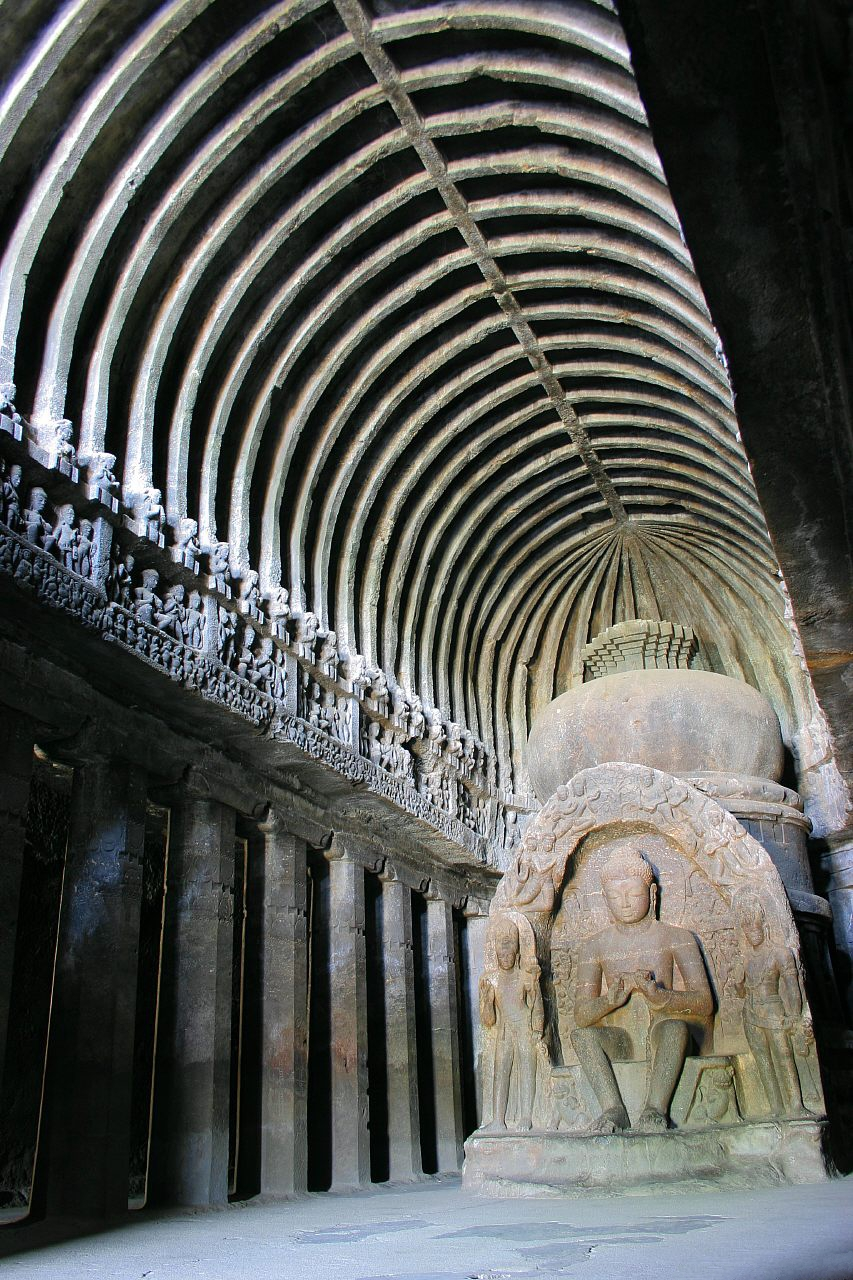
第10窟

エローラ石窟寺院群でもっとも古い時代のものが仏教の遺構で、それらは5世紀から7世紀の間に作られた。近隣にあるアジャンター石窟群の仏教窟と同様に、エローラの仏教窟にも二種類の石窟がある。一つはヴィハーラ窟で、エローラの仏教窟の大半がこの様式である。ヴィハーラ窟は日本語でいう僧房や僧院のことで、修行僧がここで生活しながら瞑想を行なった。ヴィハーラ窟には瞑想室を中心として庫裏(台所)、寝室などの付帯設備が作られている。付帯設備が多いためヴィハーラ窟は階層構造となっている大きな窟が多い。
もう一つは仏塔(または堂塔)のあるチャイティヤ窟である。チャイティヤ窟は石窟には菩薩と聖者を従えた仏陀の像が掘られている。今でいう仏殿や本堂である。
初期、中期のチャイティヤ窟は最奥部に仏間があり、仏間の中央に仏像(大半が釈迦像と思われる)が彫られている。中央の仏像の周囲には、各種の菩薩像や天女が彫られている。これらの仏像は雑然と並んでいる。現在の日本のお寺でよく見られるような幾何学的な配置はしていない。日本では法隆寺五重塔の初重内陣にある涅槃像や入滅の場面の彫像群に同じような意匠を見ることが出来る。
後期のものは吹き抜けのようなホールがあり、最奥部にストゥーパを背にした仏像が安置されている。
ヴィハーラ窟にしてもチャイティヤ窟にしても、もともとは木造である僧院と仏殿を模範としているので、石窟の内部には木造構造を模した柱や梁が彫られている。
第10窟はヴィシュヴァカルマ窟(Visvakarma)といい、一般的には大工の石窟と言われ仏教石窟の中でもっとも有名な石窟である。
第10窟はチャイティヤ窟で仏教石窟の中では最後期のものである。この窟の天井の高いホールに入ると、奥にあるストゥーパが目に入る。ストゥーパを背にして、高さ15フィートの説法をする仏陀の像が鎮座している。

## ヒンドゥー教石窟

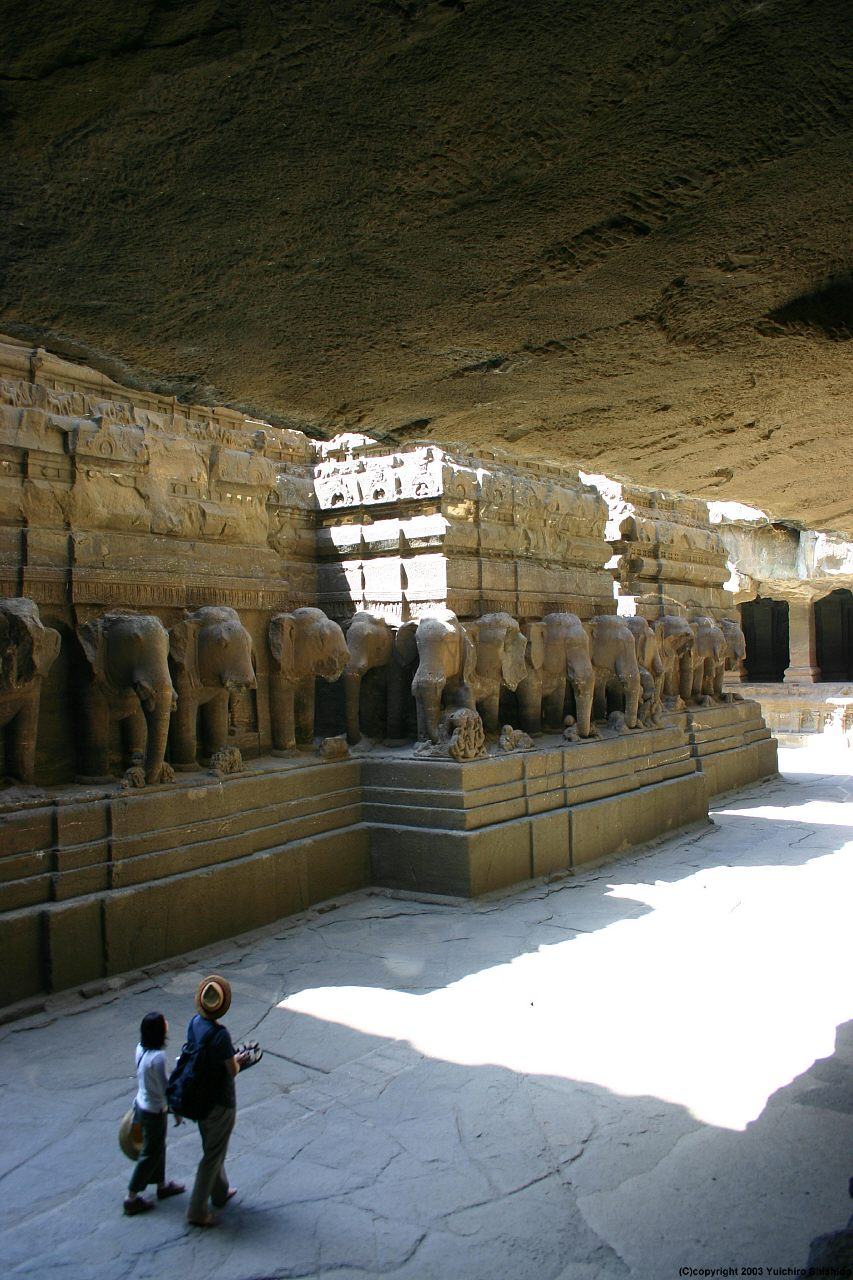
第16窟 中央寺院の土台は象の彫刻が支える

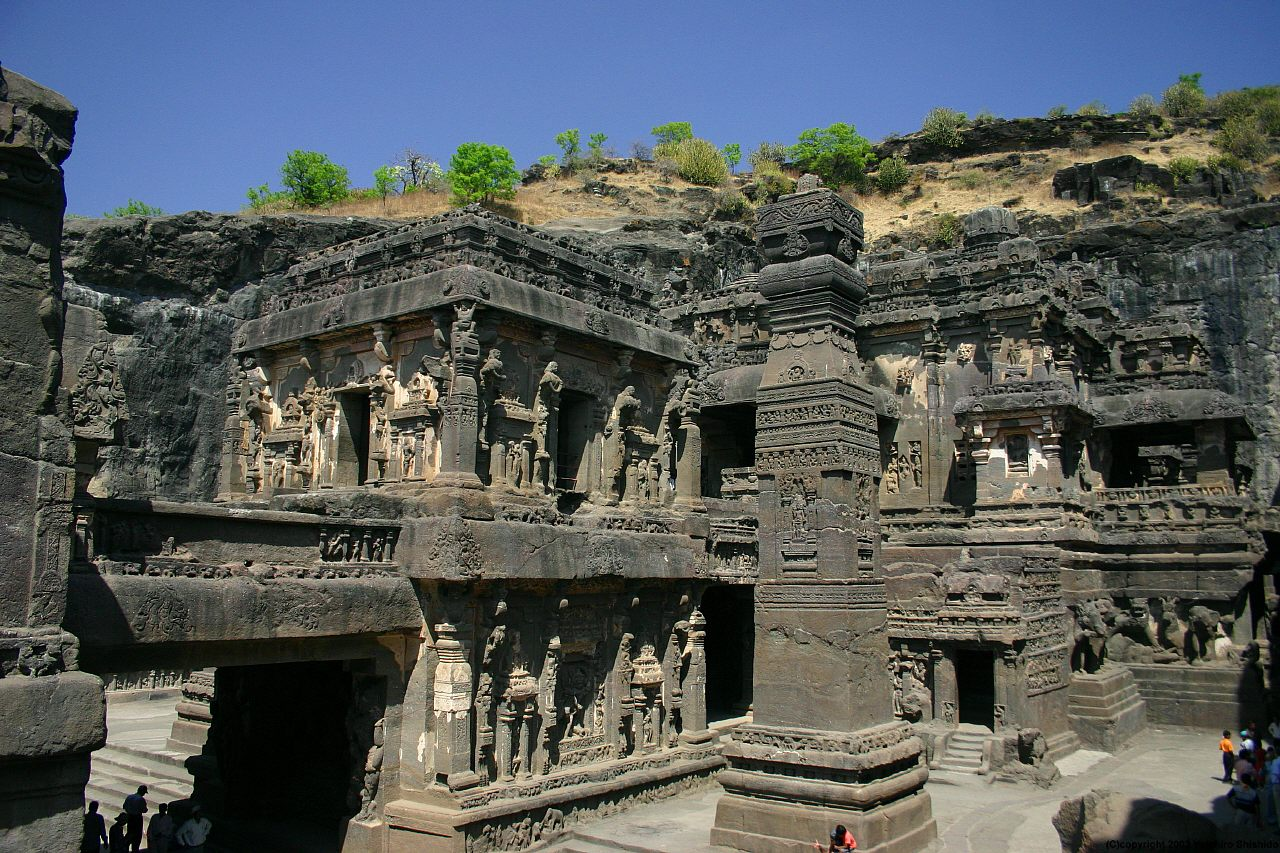
第16窟 中央寺院は空中回廊によって結ばれている

ヒンドゥー教石窟は7世紀頃から作られ始めた。これらのヒンドゥー教石窟は掘削技術と美術的観点の二つの面からいくつかの異なる様式を見出すことができる。これらの石窟は上から下に掘られているものが多い。いくつかの石窟寺院は非常に複雑で、その完成には数世代の期間を要したと思われる。
第16窟はカイラーサナータ寺院(Kailasanatha Temple)、あるいはカイラーサ寺院(Kailasa Temple)と呼ばれ、エローラで最も重要な石窟寺院である。エローラすなわちカイラーサナータ寺院と思っている人もいるほどエローラを代表する石窟である。
この巨大な『彫刻』は、ラーシュトラクータ朝の君主クリシュナ1世(位756年 - 775年)の命により、カイラス山(須弥山、ヒンドゥー教ではシヴァ神が住むとされる)をイメージして掘られたものと考えられている。クリシュナ1世は、パッタダカルのバーダーミのチャールキヤ朝の建築をモデルにしつつ、岩山から寺院を彫りだすアイディアは、パッラヴァ朝のマハーバリプラムの「ラタ」にヒントを得て、それを凌駕しようとする寺院を造り出すことでシヴァ神を祀り、王朝の権威を示そうとするものであった。
カイラーサナータ寺院はアテネのパルテノン神殿の倍ほどの規模があり、石窟と言うより一つの高層建築物にしか見えないが、紛れもなく一つの岩から掘られたものである。カンボジアのアンコール・ワットやインドネシアのボロブドゥール遺跡も同じくカイラス山をイメージして作られたものだと言われている。
全ての彫刻は2階以上の階層にある。2階層の出入り口はU型の中庭になっている。その中庭は彫刻のある3階層の回廊によって縁取られている。その回廊は巨大な彫刻パネルによって区切られており、それは様々な神の巨大な彫刻を含む一つの女性器像になっている。もともとはこの回廊は中央の寺院といくつかの空中回廊によって結ばれていた。これらの空中回廊は今は崩れて無くなっている。
この中庭には二つの巨大彫刻がある。一つは伝統的なシヴァ寺院によく見られるように、神聖な雄のナンディー（Nandi シヴァの乗り物である牝牛）の像が中央寺院のリンガに面するようになっている。第16窟では、このナンディー・マンダプ(Nandi Mandap)と中央寺院（シヴァ寺院）はそれぞれ約7mの高さがあり、2つの階層により構成されている。ナンディー・マンダプの低い方の階層は2重構造をしており、精巧で絵画的な彫刻により装飾されている。寺院の土台は象が建物を支えているような彫刻になっている。
岩の空中回廊は、ナンディー・マンダプと中央寺院の玄関を結んでいるものだけが現存している。中央寺院は南インドでよく見られるピラミッド型の構造をしている。神殿は列柱、窓、内室と外室と、階段状のホール、巨大なリンガを備えている。そして、小室、壁、窓、神像の収められた神棚、ミトゥナ象（Mithunas エロチックな男女像）、その他の像などが岩を掘り出すことによって作られ、空間を埋めつくしている。さらに、入り口の右側にはヴィシュヌ派の信者ら(Vaishnavaites)、左にはシヴァ派の信者ら（Shaivaite）の象が作りこまれている。
中庭には2つのDhvajastambhas（旗竿付きの柱）がある。これらのカイラス山を持ち上げようとしているラーヴァナの壮大な彫刻は、インド芸術における記念碑的存在である。
この『石窟』を作るには、20万トンの岩を掘り出し、100年の歳月を必要としたという。

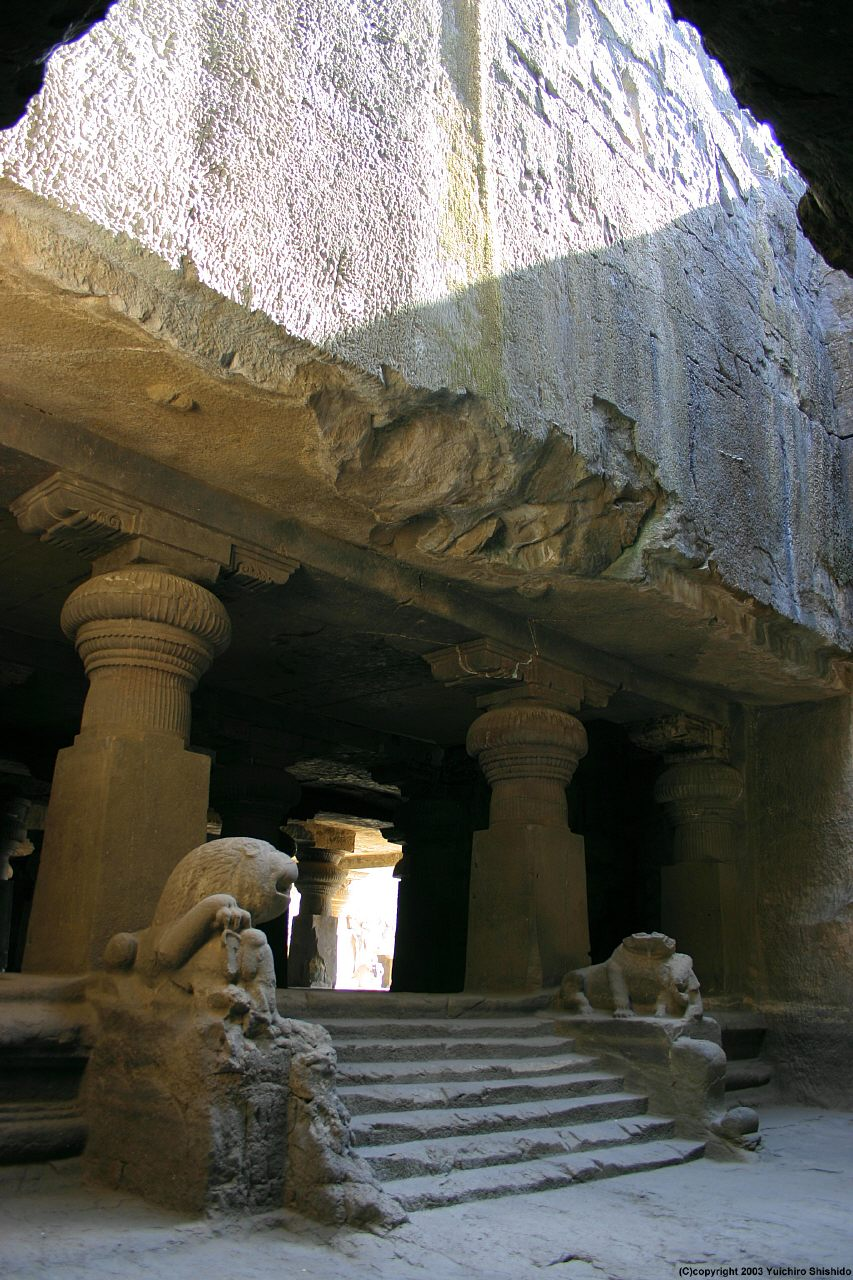
第29窟

第15窟ダシャ・アヴァターラ窟(Dasa Avatara)も印象的なヒンドゥー石窟である。広い中庭にはカイラーサナータと同じく露出した神殿がある。中には何も無いが、透かし彫りの窓があり、これも岩盤から彫り出された地球の一部である。中庭の周りにはマンションのような石窟がぐるりと囲み、ここには10柱のヴィシュヌ神の化身と雄牛の像、シヴァ神の像がある。
第21窟ラメーシュワラ窟(Ramesvara)には入り口に女神の川が掘り込まれている。
第29窟デゥマル・レーナ(Dhumar Lena)も印象的な石窟である。ヒンドゥー石窟としては最も西にある石窟である。この窟は丘の尾根の部分に作られており、大きな入り口が2つある。片方は川に面しており、テラス状になっている。もう片方は岩盤の大きな割れ間に通じており、いくつかの彫像が配置されている。青空の下にある他の石窟の入り口と違って、非常に神秘的な雰囲気がある。
石窟の内部は広く、特に天井が高い。この大きな空間に巨大なヒンドゥーの神々の立像が配置されている。

## ジャイナ教石窟
ジャイナ教の石窟は他と比較してそれほど大きくはないが、繊細で複雑な構造を持ち、一種の芸術的作品となっている。
第32窟はジャイナ教の石窟でチョーター・カイラーサナータ(小カイラーサナータの意)と言われ、石窟の正面の中庭に第16窟と同様に外部に出現した神殿がある。第16窟と大きく違うのは、石窟のほうも充実していることである。第32窟の石窟の中はジャイナ教の神殿となっており、天井には蓮の彫刻が見られる。
また第34窟(第32窟、第33窟と繋がっている)には美しい女神が、豊かに実ったマンゴーの木の下で、ライオンの上に座り壮麗な姿態を見せている。もちろん神像はこれだけではなく数多くの神像が壁を埋めている。ジャイナ教石窟には豊富な天井画が見られ、今でも多くの天井画が残っている。ほかのジャイナ教の石窟も繊細な彫刻と、複雑な内部構造を持っており、互いに内部で繋がっている。そのため、訪れた人には境界がはっきり判らなくなっている。
ジャイナ教の石窟寺院は、中庭の神殿とそれを囲む充実した石窟寺院群から構成されるが、この構成は現代のジャイナ教の寺院の特徴となっている。現代のジャイナ教寺院は中央部に神殿があり、それを中庭をはさんで外郭がぐるりと囲っている。この外郭は仏教寺院の簡素な回廊と違って充実したもので、立派な塔や小神殿が付随した立派なものである。エローラのジャイナ教の石窟寺院は、まさにジャイナ教寺院の原形とも言えるものである。

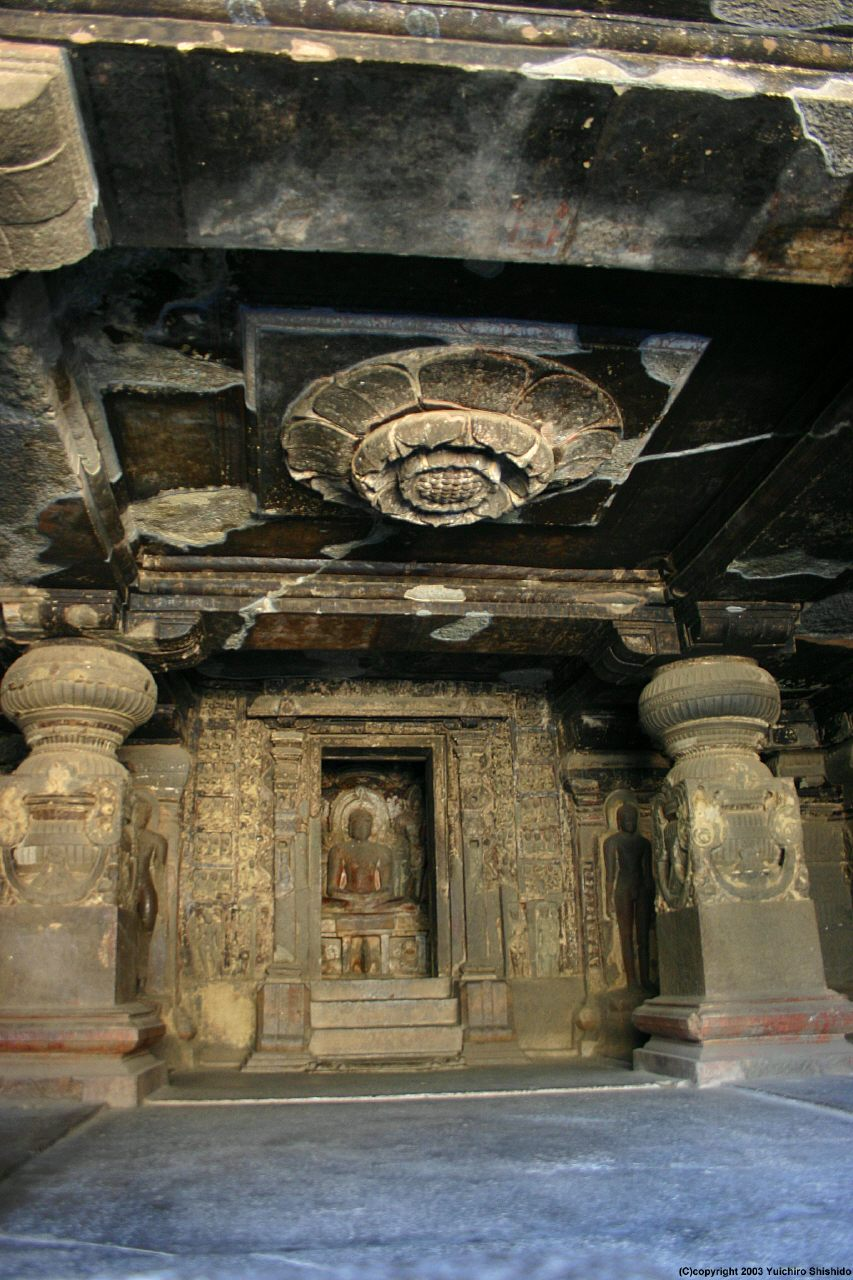
第32窟 ジャイナ教石窟 天井には大きな蓮が彫られている
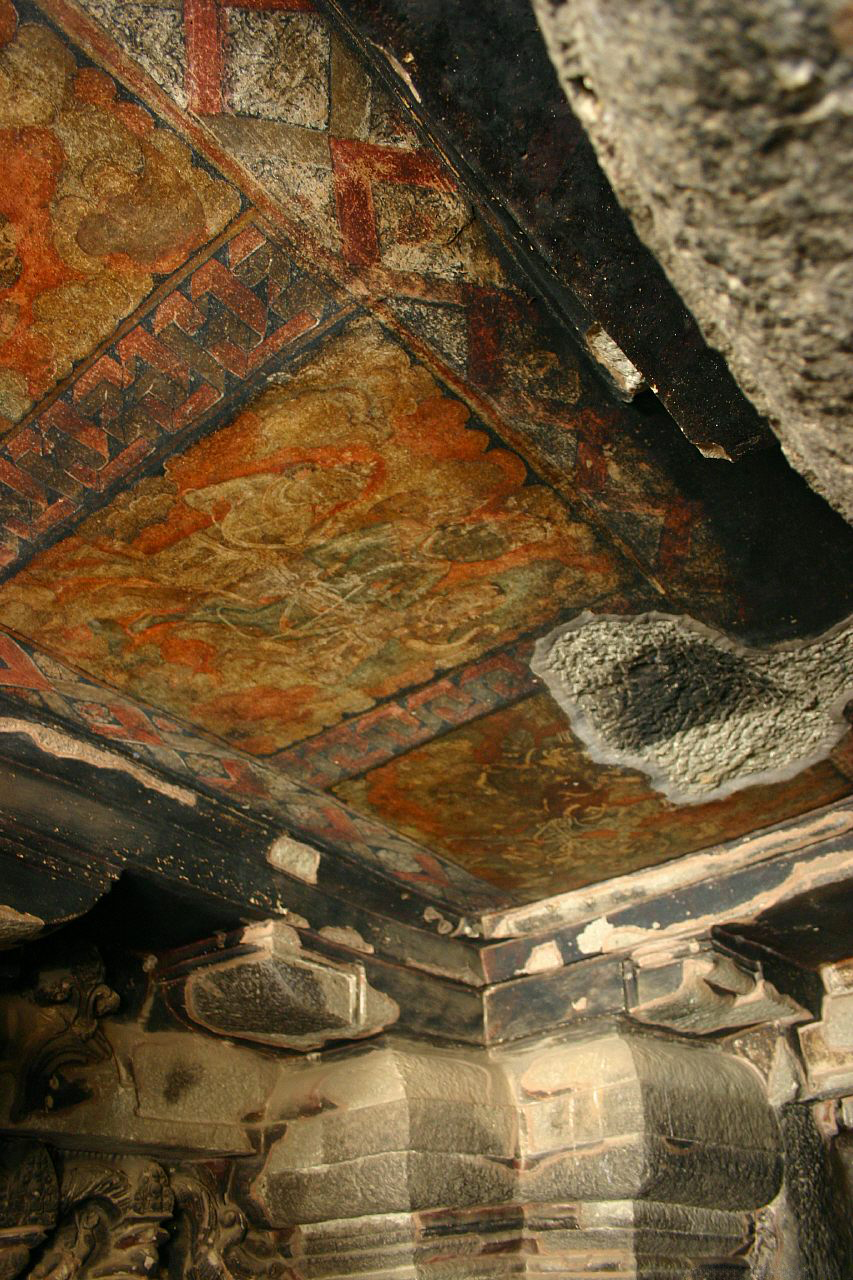
第32窟 色鮮やかに残る天井画
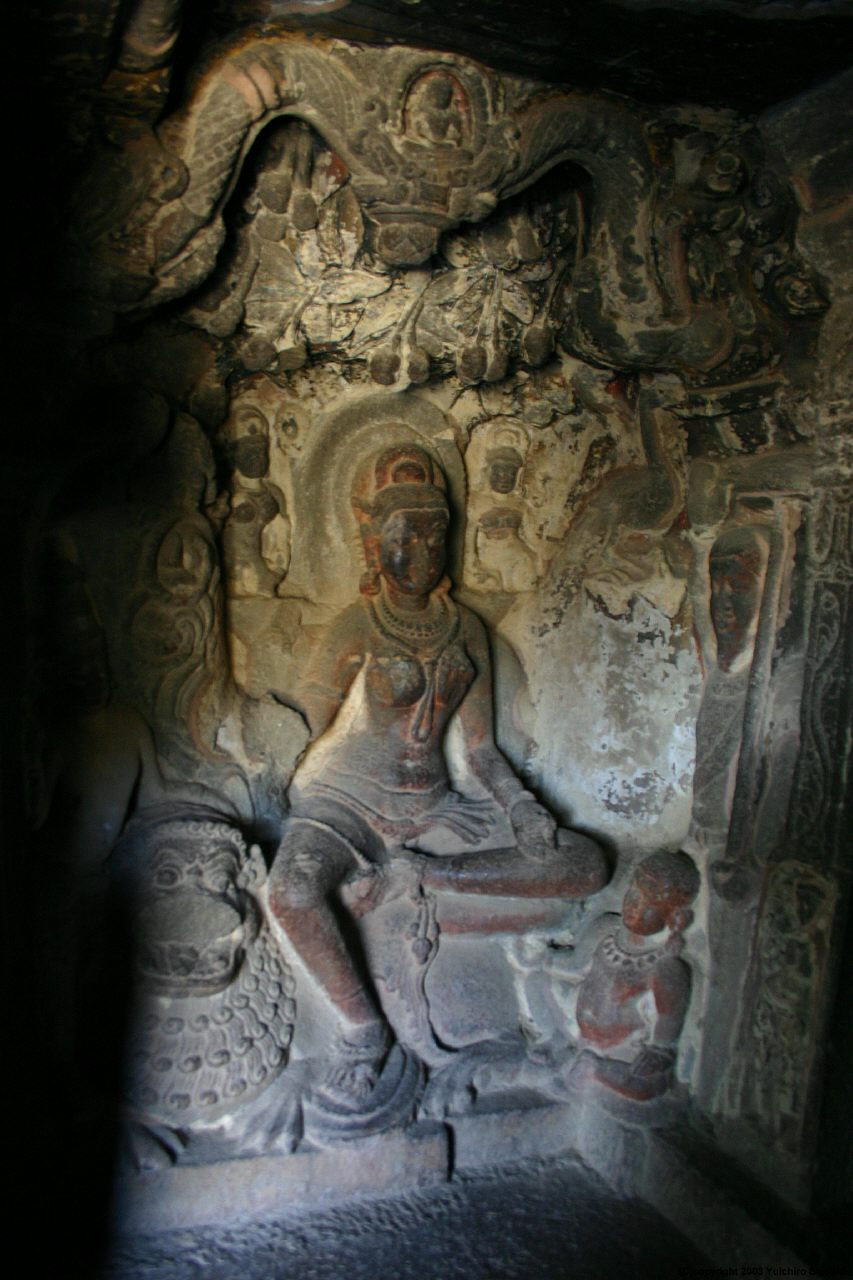
第34窟 ライオンに座る女神像
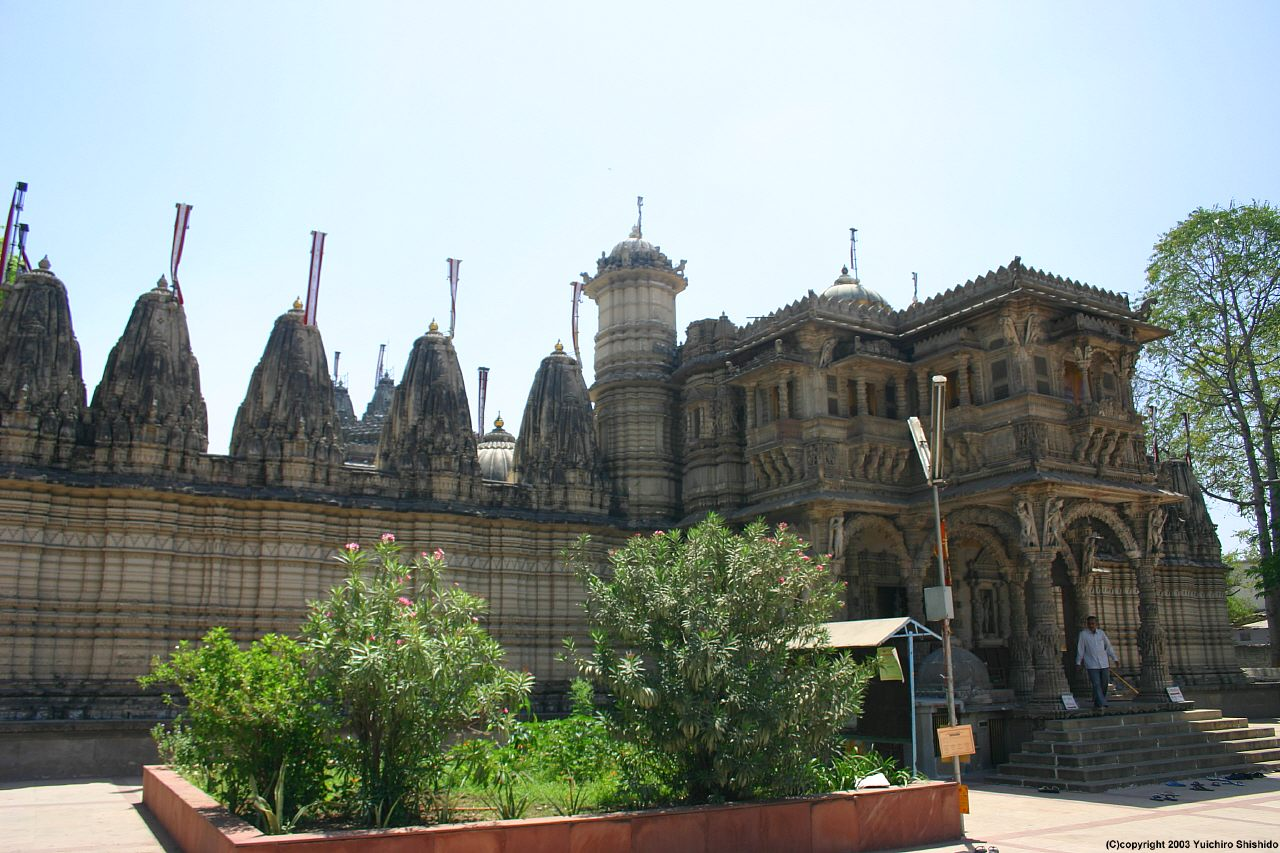
現代のジャイナ教寺院 外郭の外側から撮影。中は聖域で撮影禁止。微細な構造がすばらしい。

## 交通
アジャンター石窟寺院群がエローラの近くにあるので、アジャンターとエローラを組み合わせたツアーが多くの会社から販売されている。
アウランガーバードがアジャンター、エローラ観光の拠点になる。アウランガーバードはムンバイから内陸に入った町で、ムンバイから多数の列車やバスが出ている。航空機もムンバイからの便が一日4往復ほどある。アウランガーバードからエローラへはバスかタクシーで30-40分ほどである。途中、有名なダウラターバード要塞のすぐ前を通る。
入場口付近には10軒程度の飲食店があり、飲料水などはそこで買うことができる。敷地内には駐車場があり、オート・リクシャーが待機している。
エローラ石窟寺院群はおおむね作成された年代順に南から北へと並んでいる。現在では主な石窟間は舗装路が整備されており、さらに路上に石窟への行き先が番号で表示されているため、迷う心配はほとんど無い。全部で34窟あるが、隣接した石窟が奥のほうで接続されているなど、その内部構造は非常に複雑である。また、壊れて入れないものもある。
第1窟から第16窟カイラーサナータ寺院までは、歩道が整備されている。第17窟から第29窟までは、一部に崖に作られた山道のようなところがあるが、遠回りをしてそこを避けることもできる。第30窟から第34窟は他の石窟から1km弱ほど離れているため、オート・リクシャーで移動する観光客が多い。
夏季だと気温が40度を越す。入場口付近以外には飲食店は無い。乾燥しているので暑さはそれほどでもない。石窟内部は夏期でも比較的涼しいが、移動中は強烈な日光に曝される。

## 地質
一帯は西ガーツ山脈の比較的平坦な、白亜紀に噴出した玄武岩が広がるデカントラップの一部である。石窟はこの玄武岩に彫られている。

## 登録基準
この世界遺産は世界遺産登録基準のうち、以下の条件を満たし、登録された（以下の基準は世界遺産センター公表の登録基準からの翻訳、引用である）。
- (1) 人類の創造的才能を表現する傑作。
- (3) 現存するまたは消滅した文化的伝統または文明の、唯一のまたは少なくとも稀な証拠。
- (4) 人類の歴史上重要な時代を例証する建築様式、建築物群、技術の集積または景観の優れた例。

## その他
en:Elloraより翻訳。著者en:user:KRS,en:user:Bhadani,en:user:Nemonoman